# Kaspars Dumpis
Kaspars Dumpis (* 23. prosince 1982 Ogre, Sovětský svaz) je lotyšský sáňkař, který na olympijských hrách v Turíně v roce 2006 obsadil 17. místo.